# 김충식 (세종특별자치시의원)
김충식(金忠植, 1959년 11월 13일~)은 대한민국의 정치인이다. 2018년 3월 22일, 당시의 자유한국당(지금의 국민의힘)에 입당하였으며, 현재는 초선 제4대 세종특별자치시의원(2022. 7. 1. ~ )이다.

## 학력
- 충북대학교 대학원 경영학과 경영학 석사

## 주요 경력
- 세종특별자치시 해병대전우회 조치원 연합회장
- 세종특별자치시 이통장협의회 조치원 명리 이장
- 세종특별자치시 이통장협의회 조치원읍 대표 협의회장
- 국민의힘 세종특별자치시당 위원회 지역대표 분과위 전국대표위원
- 2022. 7.~: 제4대 세종특별자치시의회 의원
  - 2023. 6.~: 제4대 세종특별자치시의회 전반기 부의장

## 역대 선거 결과
|  | 29.11% |

|  | 58.65% |